# 麦地那集市
麦地那集市（阿拉伯语：‎）位于叙利亚阿勒颇古城的心脏，是世界上最大的有顶集市，拥有许多狭长的小巷，全长13公里。。麦地那集市是一个重要的进口奢侈品贸易中心，比如从伊朗生丝、印度香料和染料和许多其他产品；也出售本地产品，如羊毛，农产品和肥皂。大多数集市可以追溯到14世纪，以不同专业和工艺命名，因此有羊毛集市，铜集市，等等。
麦地那集市作为阿勒颇古城的一部分，自1986年列为世界遗产。
自2012年9月25日开始，叙利亚自由军与政府军之间的战斗使集市的许多部分连同古城的其他中世纪建筑物被摧毁，被破坏或烧毁。

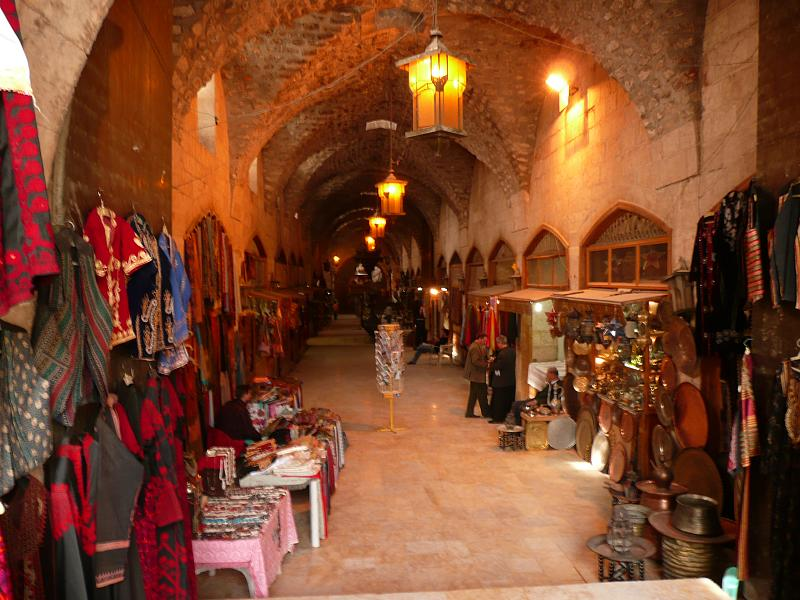
Khan al-Shouneh

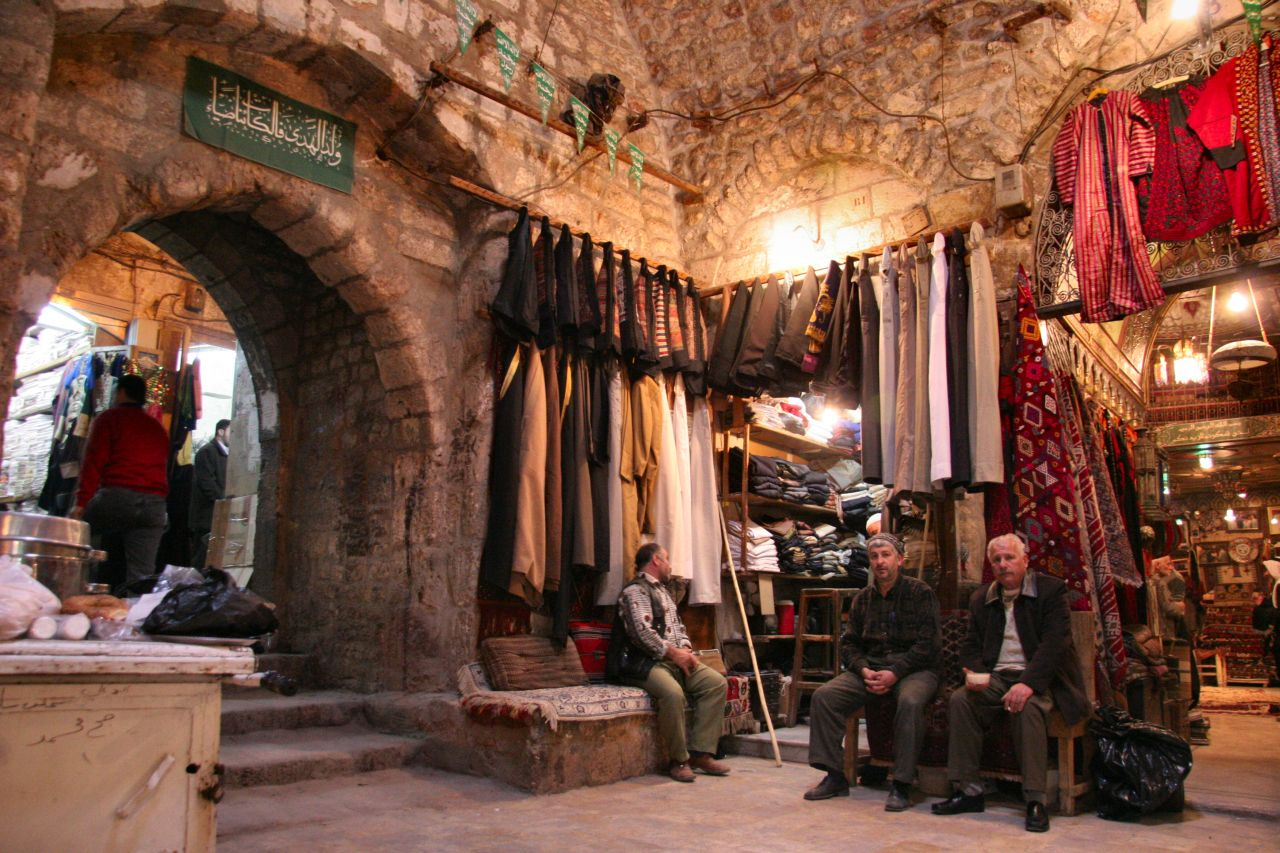
Souq al-Hiraj

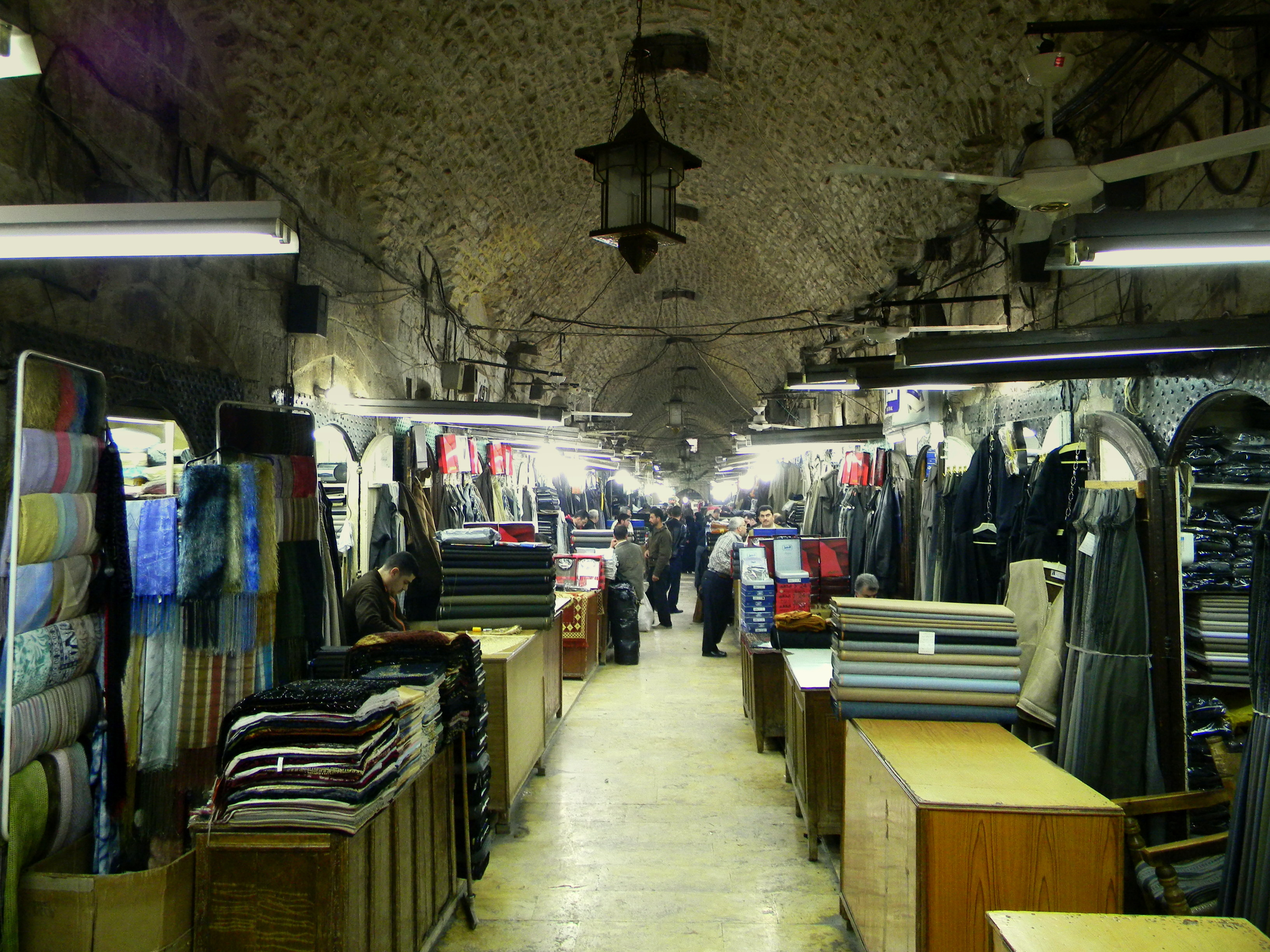
Souq al-Dira'

麦地那集市
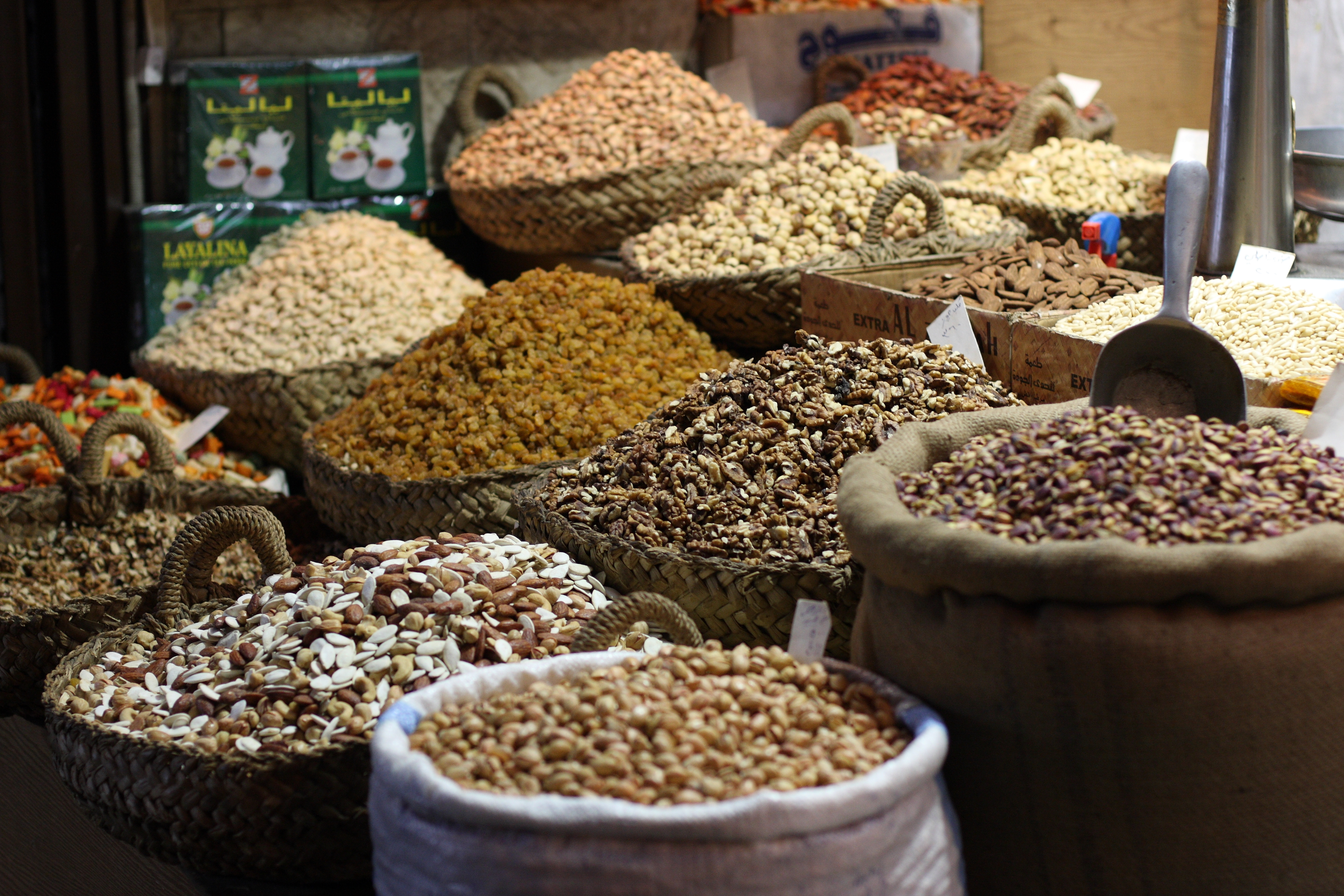
Souq al-Attareen
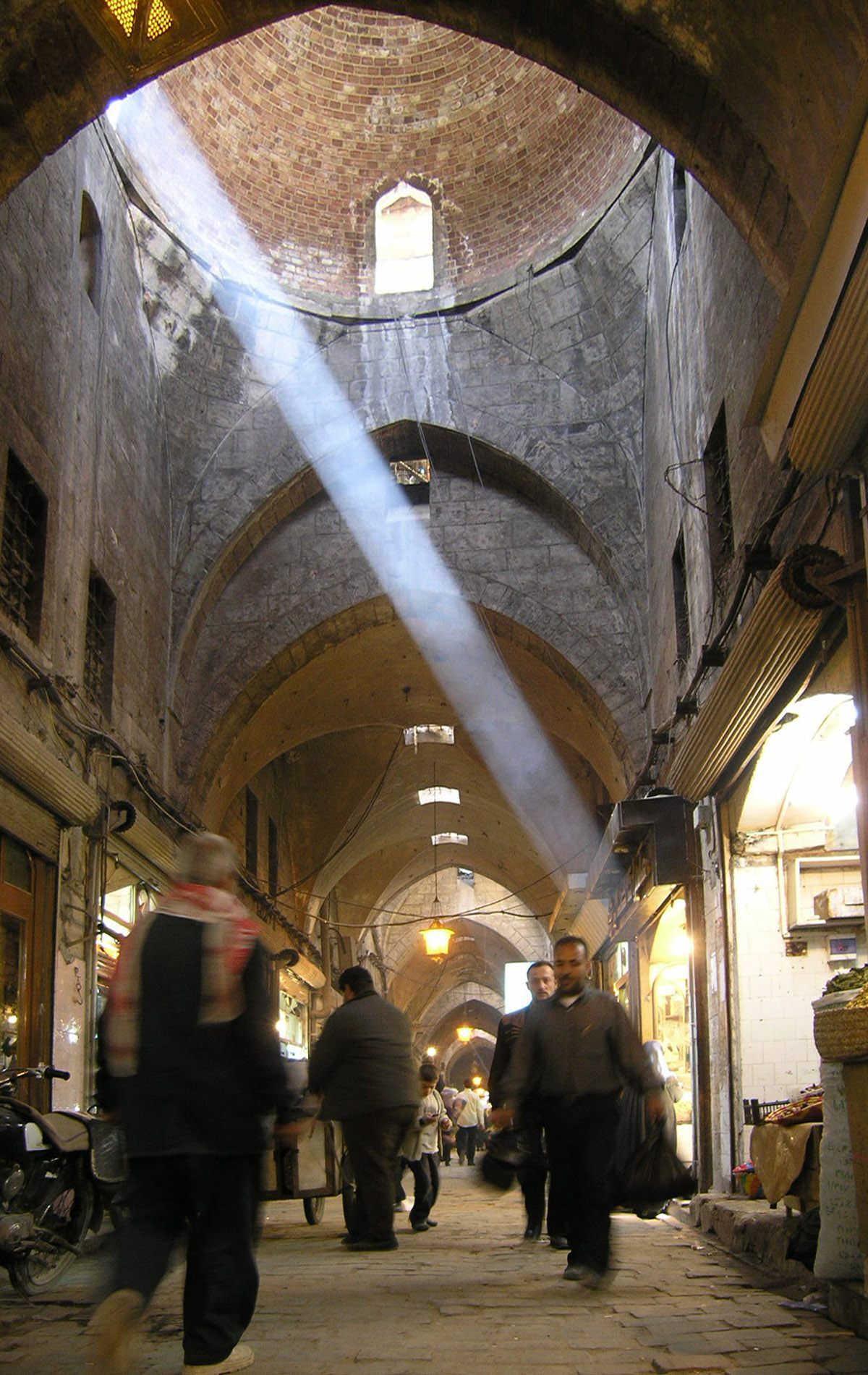
Souq al-Farrayin
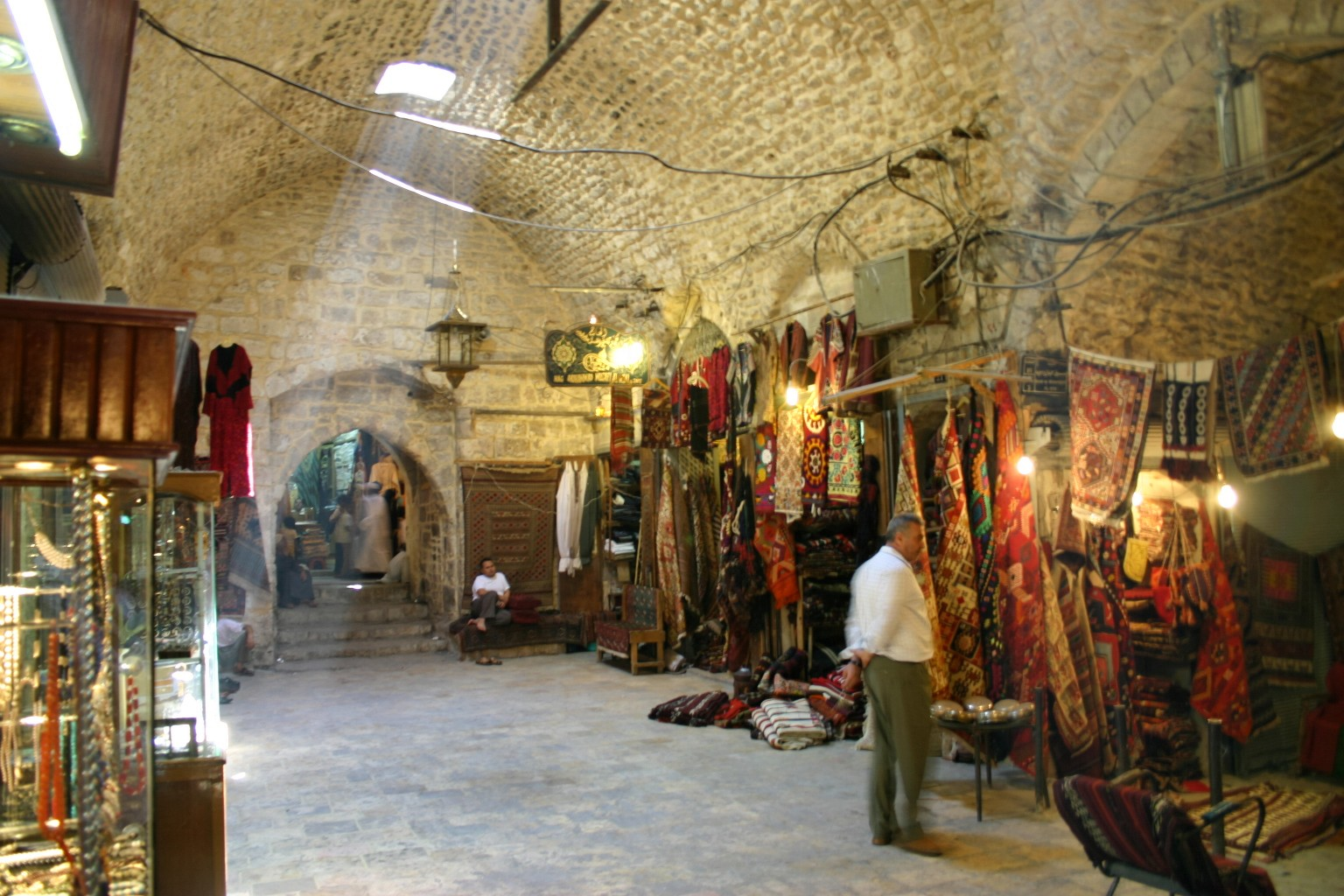
Souq al-Hiraj
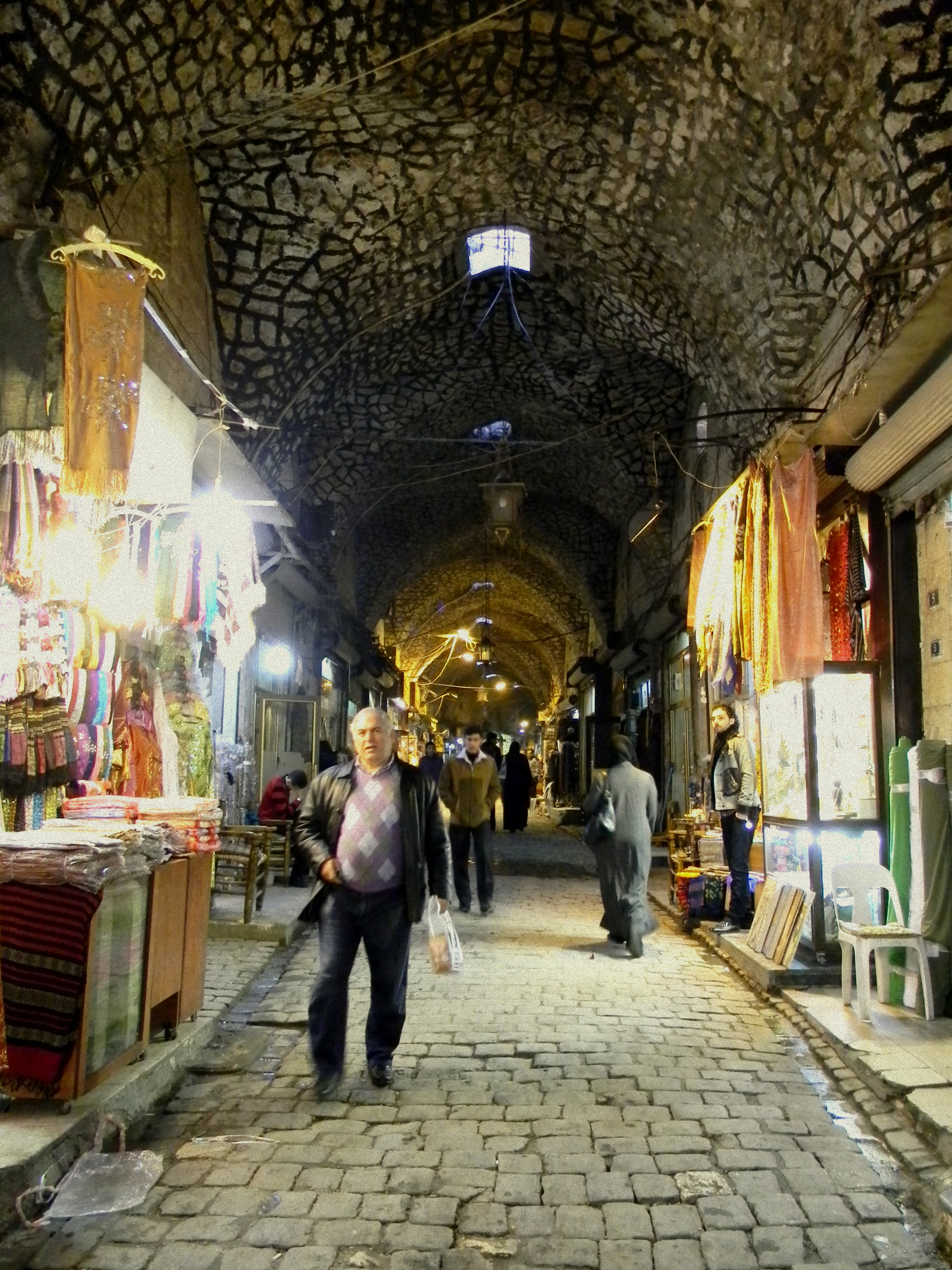
Souq al-'Atmah
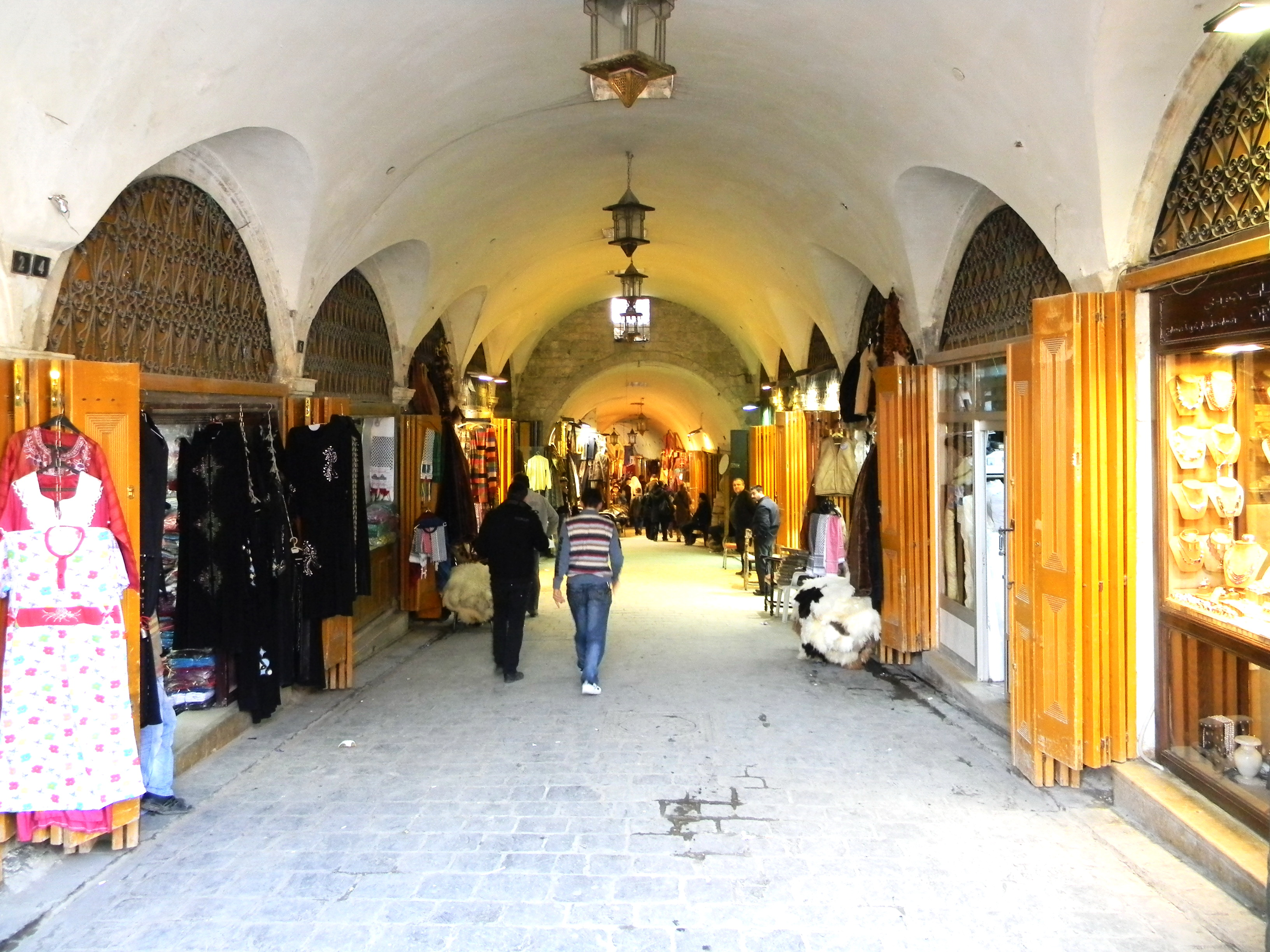
Souq az-Zirb